# Et ça repart !
Pour plus de détails, voir Fiche technique et Distribution.
Et ça repart !, ou Une créature extraterrestre (The Hasty Hare), est un cartoon des Looney Tunes réalisé par Chuck Jones, sorti en 1952. Il met en scène Bugs Bunny, Marvin le martien et K-9.

## Synopsis
Une navette extraterrestre se pose et nous découvrons Marvin qui a pour mission de trouver et de capturer une créature terrestre : son lieutenant canin K-9 repère les traces de Bugs et mène Marvin au terrier du lapin. Ce dernier leur offre des bonbons (croyant que c'est Halloween) et le Martien excédé utilise son désintégrateur sur le terrier de Bugs ; le lapin fait mine de partir et endosse un déguisement de cuisinier qui annonce le départ de la navette, après avoir monté Marvin contre K9 ; bugs se fait capturer par ces derniers avec un bazooka à camisoles. Dans le vaisseau ; il neutralise K-9 en jouant au client de camisole de force puis Marvin en lui faisant croire que la navette s'écrase. Après une conduite périlleuse (une Lune, deux Planètes semblable à Jupiter et Saturne ,des étoiles s'attachent à la fusée martienne) observée par un astronome qui devient fou, Bugs revient sur Terre.